# Старая Курба
Ста́рая Курба́ (бур. Хуушан Хγрбэ) — село в Заиграевском районе Бурятии. Входит в сельское поселение «Курбинское».

## География
Расположено на левой надпойменной террасе реки Уда, в 1,5 км к югу от основного русла, в 4 км к югу от центра сельского поселения — села Новая Курба, с которым связана автомобильным мостом через Уду. По южной окраине села проходит республиканская автодорога 03К-011 Гортоповский мост — Верхние Тальцы — Хоринск. От районного центра, пгт Заиграево, село находится к северо-востоку в 32 км.

## Население
| 2002 | 2010 |
| ---- | ---- |
| 645  | ↘549 |

## Инфраструктура
Основная общеобразовательная школа, Дом культуры, библиотека, фельдшерско-акушерский пункт, музейно-культурный центр «Русская горница».